# Jüdischer Friedhof (Lunna)

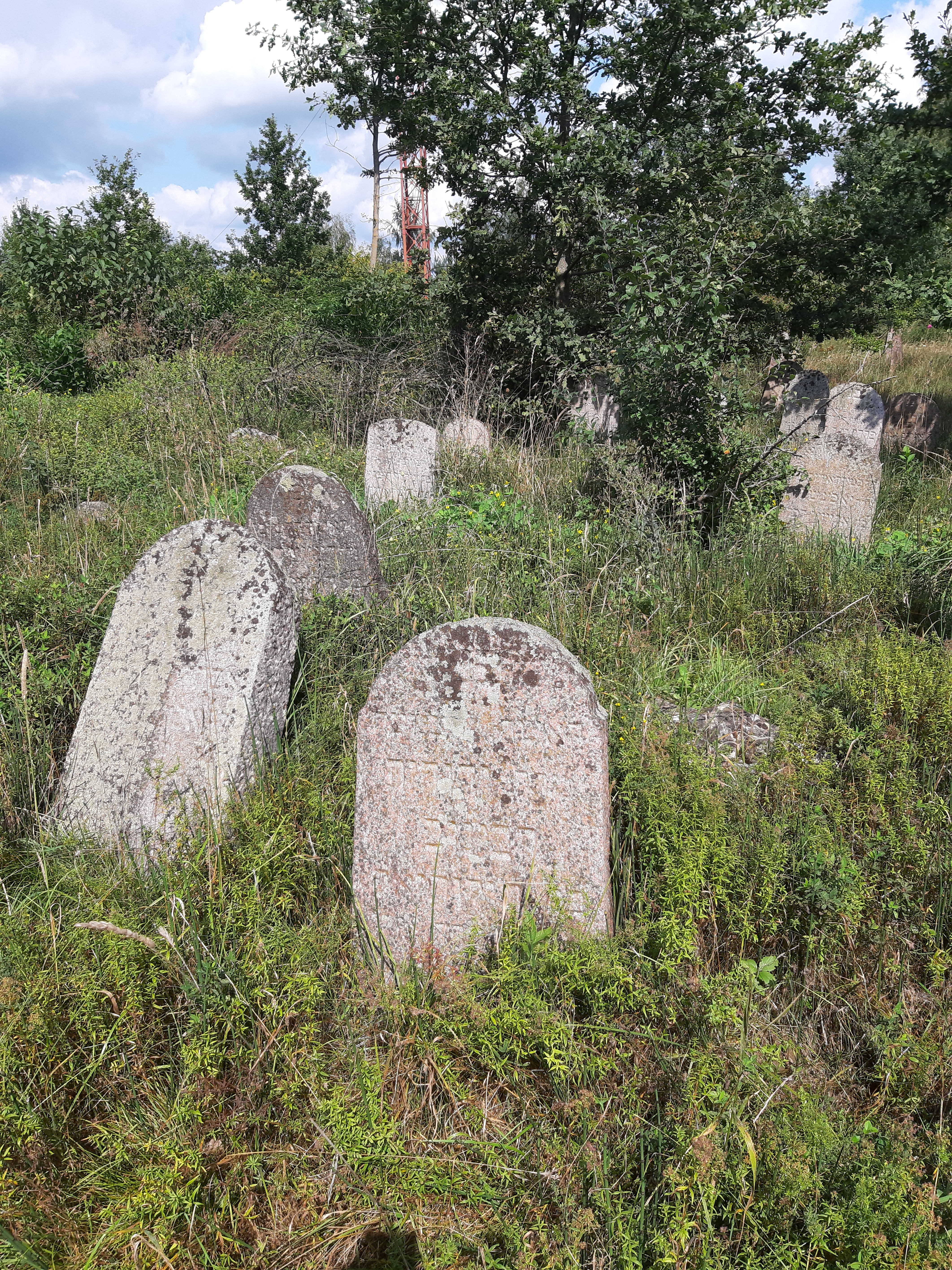
Jüdischer Friedhof

Der Alte Jüdische Friedhof Lunna ist der älteste jüdische Begräbnisplatz im belarussischen Ort Lunna in der Hrodsenskaja Woblasz. Er liegt auf einem jetzt durch Gärten eingerahmten Wiesengelände am Nordrand der Gemeinde. Die dort noch befindlichen Grabsteine wurden abgebrochen oder umgestoßen und liegen im Gelände.
Der einstige Ort Lunna ist inzwischen mit den östlichen Nachbarorten Wola und Zaleski  „verschmolzen“. Auch in Wola befand sich ein jüdischer Friedhof. Dieser als Neuer jüdischer Friedhof bezeichnete Begräbnisplatz lag laut Karte nur 500 Meter südöstlich entfernt vom alten Friedhof am Westrand eines Waldstücks, er wurde in der Zeit vom Ende des 19. Jahrhunderts bis 1941 belegt. Heute führt eine Umgehungsstraße dicht an dieser Stelle vorbei zur Brücke, auch ist in den letzten Jahrzehnten der Wald in westlicher Richtung ausgedehnt worden.